# Массовое убийство в Орландо
Массовое убийство в Орландо (штат Флорида, США) произошло 12 июня 2016 года.
29-летний Омар Матин открыл огонь из огнестрельного оружия в ночном ЛГБТ-клубе Pulse, а затем захватил заложников. В результате стрельбы погибло 49 человек, 53 получили ранения. В ходе полицейской операции заложники были освобождены, а нападавший застрелен. Ответственность за произошедшее взяла на себя террористическая организация «Исламское государство».
До стрельбы в Лас-Вегасе 1 октября 2017 года убийство в Орландо было самым массовым в истории США c момента событий 11 сентября 2001 года, опередив по числу жертв стрельбу в Виргинском политехническом институте (2007) и массовое убийство в начальной школе «Сэнди-Хук» (2012).

## Ход событий
Стрельба рядом со зданием гей-клуба Pulse началась около 2:15 (EDT). Находившийся в этот момент поблизости сотрудник полиции открыл по Омару Матину, вооружённому полуавтоматической винтовкой SIG Sauer MCX и пистолетом Glock 17, огонь из табельного оружия, после чего тот ворвался внутрь клуба, где в тот момент находилось около 320 посетителей. Внутри Матин продолжил вести огонь по людям.
Первые выстрелы были приняты посетителями Pulse за взрыв петард, спецэффекты или часть клубной музыки. Осознав, что происходит, люди побежали к выходу, многим удалось выбежать на парковку перед зданием и покинуть место происшествия. В 2:09 на странице клуба в Facebook появился призыв «выбираться из клуба и бежать». В 2:35 Матин прекратил стрельбу и совершил звонок в службу 911, который длился примерно 50 секунд; по телефону мужчина сообщил, что находится в Орландо, и «открыл огонь», поклялся в верности террористической организации «Исламское государство» и её лидеру Абу Бакру аль-Багдади.
Вскоре на место происшествия прибыли сотрудники силовых структур, а также кризисные переговорщики. Матин, захвативший оставшихся в живых и не сумевших убежать посетителей, звонил в службу 911 ещё три раза, звонки продлились 9 минут, 16 минут и 3 минуты соответственно, последний был совершён в 3:24. Он называл себя «воином ислама», заявлял о поддержке террористической организации «Джебхат ан-Нусра» и организаторов взрывов на Бостонском марафоне братьев Царнаевых, утверждал, что рядом со зданием клуба расположен автомобиль со взрывчаткой, которую он собирается использовать в случае, если заложники «попытаются сделать что-то глупое», а также о наличии у себя жилета со взрывчаткой, подобный тем, которые были «использованы во Франции». Помимо этого, Матин пригрозил подобными атаками в ближайшее время. После окончания последнего звонка сотрудники службы больше не смогли с ним связаться.
Около 5:00 силовики приняли решение начать штурм. По словам мэра Орландо Бадди Дайера, заложники находились в двух разных местах: от 5 до 8 человек были в одной комнате с Матином, от 15 до 25 человек — в другом изолированном помещении. Полицейский спецназ SWAT на бронеавтомобиле высадил стену изолированной комнаты, освободив находившихся там людей. Завязалась перестрелка с Матином, в ходе которой он был убит; один полицейский получил касательное ранение головы после того, как пуля попала в его шлем. Позднее прибывшие к зданию клуба сапёры произвели перед ним контрольный взрыв некоего устройства.

## Преступник

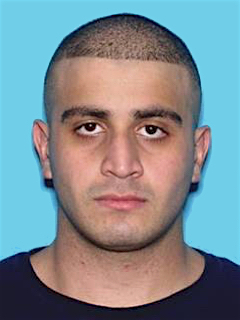
Фото из водительского удостоверения Омара Матина

Нападение совершил гражданин США Омар Мир Седдик Матин (англ. Omar Mir Seddique Mateen). Он родился 16 ноября 1986 года в Нью-Йорке в семье афганцев и был мусульманином. В последние годы проживал в городе Форт-Пирс (штат Флорида), работал охранником в исправительном заведении для несовершеннолетних, а затем в охранной компании G4S Secure Solutions, имел разрешение на скрытое ношение оружия. В 2009 году Матин женился на уроженке Узбекистана Ситоре Юсуфий, с которой познакомился в интернете. По словам женщины, она неоднократно подвергалась побоям со стороны мужа, по этой причине через несколько месяцев после свадьбы родители забрали её из дома семьи Матина. В 2011 году в суде был оформлен их развод. Примерно в 2013 году он женился второй раз, у него родился сын.
Саддик Матин, отец Омара, в Интернете высказывал слова поддержки сражающимся бойцам движения «Талибан». Один из его друзей сказал, что Матин стал очень религиозным после развода и паломничества в Саудовскую Аравию. На протяжении нескольких лет он посещал исламский центр в Форт-Пирсе, его отец также молился там, три сестры Матина были волонтёрами в мечети. Имам исламского центра охарактеризовал Матина как «спокойного» человека, последний раз он там был за два дня до стрельбы. В 2011—2012 годах Матин дважды совершил умру (малое паломничество) в Саудовскую Аравию, также посетил ОАЭ.
Сотрудники Федерального бюро расследований не исключают связь Матина с радикальным исламом. По их данным, мужчина уже попадал в поле зрения силовиков в 2013 году, когда «сделал резкие комментарии в адрес коллег, намекая на свои связи с террористами». В ФБР проверили показания свидетелей, записи Матина, а также дважды допросили его и взяли его под наблюдение. Подтвердить связи мужчины с террористами на тот момент не удалось, после чего расследование было закрыто. После данного инцидента Матина проверяли в связи с террористом-смертником абу-Салахом; проведя беседу с мужчиной, агенты ФБР сделали вывод, что угрозы он не представляет.
По данным Бюро алкоголя, табака, огнестрельного оружия и взрывчатых веществ, Матин приобрёл оружие официально, причём сделал это незадолго до осуществления нападения. «Мы знаем, что этот человек купил как минимум две единицы огнестрельного оружия. Он не находится под запретом, он может по закону зайти в магазин и приобрести огнестрельное оружие», — заявил представитель бюро Тревор Велинор. Позже сотрудники службы обнаружили третью единицу оружия в машине Матина.

## Мотивы и предпосылки
Высказываются различные мнения о возможных причинах, толкнувших Матина на совершение массового убийства. По словам посетителей клуба Pulse, разговаривая по телефону со службой 911 мужчина заявлял о том, что он «совершает это, потому что хочет, чтобы Америка перестала бомбить его страну». Согласно расшифровкам разговоров Матина со службой 911, куда он звонил во время нападения, стрелок требовал прекращения бомбардировок Сирии и Ирака.
По мнению отца Матина, действия Омара объясняются негативным отношением к геям: Саддик Матин описывал случай, когда его сын был взбешён, увидев на улице двух целующихся мужчин. Аналитики также связывают мотивы Матина с возможностью его латентной гомосексуальности и связанной с последней так называемой интернализованной гомофобией, то есть гомофобией, вызванной собственным гомосексуальным влечением, явным или скрытым. По свидетельствам постоянных посетителей клуба Pulse, мужчина неоднократно посещал заведение; СМИ приводились свидетельства знакомых и бывшей жены Матина, указывающих на его гомосексуальные наклонности, в частности, есть сведения, что он пользовался мобильными приложениями для геев.

### Связь с «Исламским государством»
Вскоре после произошедшего источники, близкие к террористической организации «Исламское государство», заявили о её причастности к стрельбе. Позднее директор ЦРУ Джон Бреннан заявил об отсутствии свидетельств связи Матина с «Исламским государством».
Информационное агентство Amaq, связанное с «Исламским государством», через несколько часов назвало Матина «солдатом халифата». Ранее пресс-секретарь «Исламского государства» Абу Мухаммад аль-Аднани призвал сторонников («волков-одиночек») совершать нападения за границей во время священного месяца Рамадан, особенно отмечая США в качестве мишени. Сторонники организации в интернете приветствовали действия Матина, некоторые в дань памяти заменили свои аватары на его фотографию. Также они начали публиковать в Twitter сообщения с фотографиями казни геев, сопровождая их хештегом #Pulse (по названию клуба). В одном из аккаунтов убийство назвали «лучшим подарком на Рамадан». The New York Times напомнила, что «Исламское государство» казнит геев на своих территориях посредством сбрасывания с высоких зданий или забивания камнями.
ИГ выпустило видео, в котором прославляет Матина и призывает мусульман следовать его примеру, на видео американец, россиянин, индонезиец, узбек и француз на своих языках обещают новые атаки, в том числе «сюрприз» во время Евро-2016.

## Реакция
Днём 12 июня 2016 года президент США Барак Обама выступил со специальным обращением к стране, в котором охарактеризовал произошедшее как «теракт и акт ненависти». Согласно его указу, вплоть до 16 июня были приспущены государственные флаги над Белым домом и всеми общественными зданиями и учреждениями США, на американских военных базах, кораблях и во всех владениях. Также Обама дал распоряжение об оказании федеральной помощи правоохранительным органам Орландо.
Выступая в Орландо 16 июня 2016 года после встречи с родственниками погибших и выжившими при нападении, Барак Обама указал, что убийца поднял руку на ЛГБТ-сообщество, и теперь все должны подумать о том, как прекратить дискриминацию и насилие, направленные против геев — как в США, так и во всём мире.
Кандидат в президенты США от Республиканской партии Дональд Трамп потребовал отставки Барака Обамы, за то, что тот, по мнению Трампа, не осудил «исламский терроризм». Кроме того, Трамп в очередной раз призвал закрыть границы США для мусульман и не пускать их в страну. В свою очередь, кандидат в президенты от Демократической партии Хиллари Клинтон предостерегла от того, чтобы «объявлять войну» исламу в целом.
Соболезнования властям и народу США в связи с произошедшим выразили руководители и представители более 50 государств, в том числе президент Республики Беларусь Александр Лукашенко, федеральный канцлер Германии Ангела Меркель, премьер-министр Индии Нарендра Моди, президент Республики Казахстан Нурсултан Назарбаев, председатель Китайской Народной Республики Си Цзиньпин, президент Российской Федерации Владимир Путин, президент Финляндии Саули Нийнистё, президент Франции Франсуа Олланд, а также Генеральный секретарь ООН Пан Ги Мун. В специальном заявлении Совета безопасности ООН массовое убийство в Орландо охарактеризовано как «террористическая атака, направленная против людей из-за их сексуальной ориентации».
В день нападения социальная сеть Facebook активировала услугу «Проверка безопасности» (англ. Safety Check), позволяющую пользователям оперативно дать знать, что они уцелели в случае стихийного бедствия, катастрофы или террористического акта.

## Память
Певица Sia выпустила клип The Greatest памяти жертв события, который в течение нескольких часов после публикации превысил 1 миллион просмотров.
Клип снят в сотрудничестве с танцовщицей Мэдди Зиглер, известной по клипам с Sia — Chandelier, Elastic Heart, Big Girls Cry, Cheap Thrills, которые суммарно набрали более 2 миллиардов просмотров на YouTube.
В клипе The Greatest участвуют 49 детей-танцоров и Мэдди Зиглер, по числу жертв террористического акта.
27 июня 2020 года губернатор штата Нью-Йорк Эндрю Куомо сообщил, что в Нью-Йорке будет поставлен памятник жертвам убийства. На сооружение памятника планируется потратить 1 миллион долларов.